# العلاقات الهندية المارشالية
العلاقات الهندية المارشالية هي العلاقات الثنائية التي تجمع بين الهند وجزر مارشال.

## مقارنة بين البلدين
هذه مقارنة عامة ومرجعية للدولتين:
| وجه المقارنة                                              | الهند                       | جزر مارشال                     |
| --------------------------------------------------------- | --------------------------- | ------------------------------ |
| المساحة (كم2)                                             | 3.29 مليون                  | 181                            |
| عدد السكان (نسمة)                                         | 1.35 مليار                  | 53.13 ألف                      |
| الكثافة السكانية (ن./كم²)                                 | 410.33                      | 29.35 ألف                      |
| العاصمة                                                   | نيودلهي                     | ماجورو                         |
| اللغة الرسمية                                             | اللغة الهندية، لغة إنجليزية | لغة إنجليزية، اللغة المارشالية |
| العملة                                                    | روبية هندية                 | دولار أمريكي                   |
| الناتج المحلي الإجمالي (بليون دولار)                      | 2.60 تريليون                | 199.40 مليون                   |
| الناتج المحلي الإجمالي (تعادل القوة الشرائية) بليون دولار | 8.00 تريليون                | 207.25 مليون                   |
| الناتج المحلي الإجمالي الاسمي للفرد دولار أمريكي          | 1.60 ألف                    | 3.38 ألف                       |
| الناتج المحلي الإجمالي للفرد دولار أمريكي                 | 5.70 ألف                    | 3.80 ألف                       |
| مؤشر التنمية البشرية                                      | 0.609                       |                                |
| رمز المكالمات الدولي                                      | +91                         | +692                           |
| رمز الإنترنت                                              | .in، .भारत ‏، .بھارت ‏،        | .mh                            |
| المنطقة الزمنية                                           | ت ع م+05:30، توقيت الهند    | ت ع م+12:00                    |

## منظمات دولية مشتركة
يشترك البلدان في عضوية مجموعة من المنظمات الدولية، منها:
| علم المنظمة | اسم المنظمة                   | تاريخ انضمام الهند | تاريخ انضمام جزر مارشال |
| ----------- | ----------------------------- | ------------------ | ----------------------- |
|             | يونسكو                        | 4 نوفمبر 1946      | 30 يونيو 1995           |
|             | مؤسسة التمويل الدولية         | 20 يوليو 1956      | 23 سبتمبر 1992          |
|             | بنك التنمية الآسيوي           | 1966               | 1990                    |
|             | منظمة حظر الأسلحة الكيميائية  | ?                  | ?                       |
|             | مؤسسة التنمية الدولية         | 24 سبتمبر 1960     | 19 يناير 1993           |
|             | الاتحاد الدولي للاتصالات      | 1869               | 22 فبراير 1996          |
|             | منظمة الشرطة الجنائية الدولية | ?                  | ?                       |
|             | الأمم المتحدة                 | 30 أكتوبر 1945     | 17 سبتمبر 1991          |
|             | البنك الدولي للإنشاء والتعمير | 27 ديسمبر 1945     | 21 مايو 1992            |

## وصلات خارجية
- موقع وزارة الخارجية الهندية